# Nossa Senhora da Vila
Nossa Senhora da Vila is een plaats (freguesia) in de Portugese gemeente Montemor-o-Novo en telt 5629 inwoners (2001).